# The Ballad House〜Just Old Fashioned Love Songs〜
『The Ballad House〜Just Old Fashioned Love Songs〜』（ザ・バラード・ハウス〜ジャスト・オールド・ファッションド・ラブ・ソングズ〜）は、日本のロックバンド・安全地帯のセルフカバーアルバムである。

## 解説
セルフカヴァーアルバムとしては、2010年発売の『安全地帯 Hits』より約2年振りのリリースとなる。
新曲の2曲に加え、1984年から2010年の間に発表されたシングル、アルバムから選ばれており、全ての楽曲にアレンジが加えられ、新録音して収録されている。

## 収録曲
- 全作曲：玉置浩二

1. 君がいないから
作詞：玉置浩二
新曲。
2. 雨
作詞：玉置浩二
11thアルバム『安全地帯XI ☆Starts☆「またね…。」』収録曲
3. あなたに
作詞：松井五郎
2ndアルバム『安全地帯II』収録曲
4. 消えない夜
作詞：松井五郎
4thアルバム『安全地帯IV』収録曲
5. 風
作詞：松井五郎
3rdアルバム『安全地帯III〜抱きしめたい』収録曲
6. Juliet
作詞：松井五郎
16thシングル
7. 微笑みに乾杯
作詞：松井五郎
19thシングル
8. …もしも
作詞：松井五郎
7thアルバム『安全地帯VII〜夢の都』収録曲
9. ほゝえみ
作詞：松井五郎
5thアルバム『安全地帯V』収録曲
10. ひとりぼっちのエール
作詞：須藤晃
23rdシングル
11. 夢の都
作詞：松井五郎
7thアルバム『安全地帯VII〜夢の都』収録曲
12. SOS
作詞：玉置浩二
新曲。12thアルバム『安全地帯XII』への収録が予定されていた[2][3]が実際には収録されず、今作で初収録。